# Gerhard III. Culemborški

Gerhard III. Culemborški, imenovan tudi Gerrit (pribl. 1415 - Culemborg, 9. marec 1480), je bil gospod Culemborški, Ewijški, Wertski, Everdingenski, Goilberdingenski, Tullski, Honswijški in z nakupom leta 1461 gospod Liendenski. S poroko je postal tudi burenski oskrbnik.

## Življenje
Bil je sin Janeza III. Culemborškega in Aleide Götterswiške, hčerke Arnolda III. Götterswiškega. Gerhard III. se je 13. februarja 1441 poročil z Elizabeto Burensko, gospo Ewijško in Burensko (ok. 1418 – 25. marec 1451), hčerko Janeza Burenskega. Povsem možno je, da je bila Elizabeta poročena z Gerhardom, saj sta se Janez Burenski in Gerhardov oče Janez III. Culemborški spopadla v sporu s škofoma Svederjem Culemborškim in Rudolfom Diepholtskim. Kasneje je prišlo do sprave s poroko kot pečatom, kar se je v srednjem veku pogosto dogajalo. 

Z ženo Eluabeto sta imela vsaj enega sina Gašparja Culemborškega in hčerko Aleido Culemborško (1445-1471).